# L.S. Dunes
L.S. Dunes — американський супергурт з Чикаго, штат Іллінойс, створений у 2022 році.
Музика гурту L.S. Dunes була класифікована як пост-хардкор, емо, рок, панк-рок.
Гурт дебютував на концерті Riot Fest 2022.
Вони випустили сингли «Permanent Rebellion», «2022», «Bombsquad». 11 листопада 2022 року вийшов дебютний альбом гурту L.S. Dunes, Past Lives.
У січні 2023 року гурт здійснив свій перший тур по Великобританії, а свій перший тур по США — у липні 2023 року.

## Історія
У 2020 році, під час репетицій святкової прямої трансляції гурту Thursday, було закладено підвалини нового гурту, і цим гуртом був L.S. Dunes.
Новий проєкт розпочався з тимчасовою назвою Dad Bods.
Гурт був сформований ритм-секцією гурту Thursday (басист Тім Пейн і барабанщик Такер Рул), гітаристами Френком Іеро (My Chemical Romance) і Тревісом Стівером (Coheed and Cambria). Учасники гурту окремо записали свої партії для свого дебютного альбому Past Lives, перш ніж знайти вокаліста, а барабанщик гурту Thursday, Такер Рул, надіслав Ентоні Гріну інструментальні партії, спочатку не розкриваючи склад гурту. В кінцевому підсумку вони запросили вокаліста Ентоні Гріна з гурту Circa Survive.
Назва гурту L.S. Dunes вперше з'явилася на афіші фестивалю Riot Fest у травні 2022 року. Про створення гурту повідомили Френк Іеро, Тревіс Стівер та Тім Пейн.
Одночасно з презентацією, гурт L.S. Dunes випустив свій дебютний сингл «Permanent Rebellion». Сингл був випущений 26 серпня на лейблі Fantasy Records, з музичним відео і отримав схвальні відгуки кількох музичних видань.
Гурт оголосив про дати туру по Північній Америці з 16 вересня по 30 листопада. Гурт L.S. Dunes дебютував наживо в перший день фестивалю Riot Fest 2022 у Douglass Park, Чикаго, Іллінойс, 16 вересня, зігравши шість пісень. Хедлайнером фестивалю був гурт My Chemical Romance.
Після виступу на фестивалі Riot Fest гурт випустили другий сингл, «2022». Пісня була випущена разом із психоделічним відео.
У жовтні 2022 року гурт оголосив подробиці свого першого туру Великобританією. Вони зіграють у чотирьох містах у січні 2023 року разом зі спеціальними гостями, про яких ще не було оголошено, на підтримку майбутнього альбому Past Lives.
21 жовтня гурт L.S. Dunes випустив третій сингл «Bombsquad». Випущений із супровідним живим відео, трек створений на основі вірша, який Грін написав «приблизно під час» атаки на Капітолій Сполучених Штатів 6 січня.
Дебютний альбом Past Lives вийшов 11 листопада 2022 року на лейблі Fantasy Records.
23 червня 2023 року гурт L.S. Dunes повернулася з синглом «Benadryl Subreddit». Назва пісні походить від розмови між Іеро та Майкі Веєм (з гурту My Chemical Romance) про законні способи кайфу. Його відео було зрежисовано, знято та змонтовано Ніком Демаре (Nick Demarais) і Петом Демаре (Pat Demarais), а спродюсовано Cheers Dude Productions.

## Учасники гурту
Поточні
- Ентоні Грін (Anthony Green) — вокал (учасник гуртів Circa Survive, Saosin, The Sound of Animals Fighting),
- Френк Айеро (Frank Iero) — гітара (учасник гурту My Chemical Romance),
- Тревіс Стівер (Travis Stever) — гітара (учасник гурту Coheed and Cambria),
- Тім Пейн (Tim Payne) — бас (учасник гурту Thursday),
- Такер Рул (Tucker Rule) — барабани (учасник гурту Thursday).

Гастрольні учасники
- Марфред Родрігес-Лопес (Marfred Rodriguez-Lopez) — бас (2023, заміна Тіма Пейна)

## Дискографія

### Студійні альбоми
| Назва      | Інформація про альбом                                                                                   | Пікові позиції в чартах | Пікові позиції в чартах | Пікові позиції в чартах | Пікові позиції в чартах |
| Назва      | Інформація про альбом                                                                                   | US                      | SCO                     | UK Dig.                 | UK Rock                 |
| ---------- | --- | ----------------------- | ----------------------- | ----------------------- | ----------------------- |
| Past Lives | - Реліз: 11 листопада, 2022 - Лейбл: Fantasy - Формат: Vinyl, CD, Cassette, digital download, streaming | 174                     | 21                      | 59                      | 5                       |

### Демо альбоми
| Назва                        | Інформація про альбом                        |
| ---------------------------- | -------------------------------------------- |
| Lost Songs: Lines and Shapes | - Реліз: 10 листопада, 2023 - Лейбл: Fantasy |

### Сингли
| Назва                        | Рік  | Альбом                       | Коментарі                                                                              |
| ---------------------------- | ---- | ---------------------------- | -------------------------------------------------------------------------------------- |
| «Permanent Rebellion»        | 2022 | Past Lives                   | - Also released together as a limited edition cassette                                 |
| «2022»                       | 2022 | Past Lives                   | - Also released together as a limited edition cassette                                 |
| «Bombsquad»                  | 2022 | Past Lives                   | - Released alongside a live video recorded at Dreamland Studios in Woodstock, New York |
| «Benadryl Subreddit»         | 2023 | В очікуванні                 |                                                                                        |
| «Old Wounds»                 | 2023 | В очікуванні                 |                                                                                        |
| «Permanent Rebellion (Demo)» | 2023 | Lost Songs: Lines and Shapes |                                                                                        |
| «Old Wounds (Demo)»          | 2023 | В очікуванні                 |                                                                                        |